# Thorectinae
Sous-famille
Les Thorectinae sont une sous-famille d'éponges de la famille des Thorectidae et de l'ordre des Dictyoceratida.

## Genres
- Sous-famille Thorectinae Bergquist, 1978[1]
  - Aplysinopsis von Lendenfeld, 1888[2]
  - Cacospongia Schmidt, 1862[3]
  - Collospongia Bergquist, Cambie & Kernan, 1990[4]
  - Dactylospongia Bergquist, 1965[5]
  - Fascaplysinopsis Bergquist, 1980[6]
  - Fasciospongia Burton, 1934[7]
  - Fenestraspongia Bergquist, 1980[6]
  - Hyrtios Duchassaing de Fonbressin & Michelotti, 1864[8]
  - Luffariella Thiele, 1899[9]
  - Narrabeena de Cook & Bergquist, 2002[10]
  - Petrosaspongia Bergquist, 1995[11]
  - Scalarispongia de Cook & Bergquist, 2000[12]
  - Semitaspongia de Cook & Bergquist, 2000[12]
  - Smenospongia Wiedenmayer, 1977[13]
  - Taonura Carter, 1882[14]
  - Thorecta von Lendenfeld, 1888[2]
  - Thorectandra von Lendenfeld, 1889[15]
  - Thorectaxia Pulitzer-Finali & Pronzato, 1999[16]